# Romarjo Hajrulla
Romarjo Hajrulla (geboren am 1. Dezember 1998 in Athen, Griechenland) ist ein albanisch-griechischer Fußballspieler. Der Stürmer steht bei Energie Cottbus unter Vertrag.

## Karriere
Hajrulla wurde in der griechischen Hauptstadt Athen geboren. Er war albanischer Juniorennationalspieler und wurde in den Jugendabteilungen der griechischen Vereine Olympiakos Piräus und Atromitos Athen ausgebildet. Hajrullas erste Station in Deutschland war ab 2017 der Oberligist Inter Leipzig. Nach einem Jahr wechselte er zum Ligakonkurrenten BSG Wismut Gera, bis er ab 2018 für den ZFC Meuselwitz erstmals in der Regionalliga Nordost auflief und im Sommer 2019 innerhalb der Liga zum 1. FC Lokomotive Leipzig wechselte.
Nach Ablauf seines Vertrags in Leipzig im Sommer 2020 fand Hajrulla verletzungsbedingt zunächst keinen neuen Verein, bevor er sich im September 2020 dem Oberligisten VFC Plauen anschloss. Für Plauen kam er infolge des Abbruchs der Saison 2020/21 wegen der COVID-19-Pandemie nicht zum Einsatz. Anschließend spielte er im März 2021 als Probespieler beim FC Carl Zeiss Jena und dem Chemnitzer FC vor.
Im Sommer 2021 erhielt er einen Vertrag in Jena. In zehn Spielen für die zweite Mannschaft von Carl Zeiss Jena in der Oberliga erzielte Hajrulla 12 Tore, zudem erzielte er auch einen Treffer für die erste Mannschaft in der Regionalliga, für die er in vier Spielen nur 51 Einsatzminuten sah. Im Dezember 2021 wechselte Hajrulla zum Oberligakonkurrenten FC Rot-Weiß Erfurt. Mit Erfurt schaffte Hajrulla 2022 den Aufstieg in die Regionalliga Nordost, in zweieinhalb Jahren bestritt er 58 Spiele für den Verein, in denen er 30 Tore schoss und 18 Vorlagen lieferte.
Im Sommer 2024 nahm Hajrulla eine Ausstiegsklausel in seinem bis 2025 laufenden Vertrag in Erfurt wahr und wechselte zum Drittligaaufsteiger Energie Cottbus.